# Чхуон, Дап
Дап Чхуон (1912—1959) — деятель национально-освободительного движения Камбоджи, антикоммунист, участник Первой индокитайской войны, полевой командир партизанского движения Кхмер Иссарак.